# Resolute Bay Airport
Resolute Bay Airport är en flygplats i Kanada.   Den ligger i territoriet Nunavut, i den norra delen av landet, 3 400 km norr om huvudstaden Ottawa. Resolute Bay Airport ligger 65 meter över havet.
Terrängen runt Resolute Bay Airport är huvudsakligen platt, men åt sydost är den kuperad. Havet är nära Resolute Bay Airport åt sydväst. Trakten är glest befolkad. Närmaste större samhälle är Resolute, 4,6 km sydost om Resolute Bay Airport. 